# Barisey-la-Côte
Pour l’article homonyme, voir Barisey-au-Plain.
Ne doit pas être confondu avec Barizey.
Barisey-la-Côte est une commune française située dans le département de Meurthe-et-Moselle en région Grand Est.

## Géographie
Village à flanc de coteau.

Barisey-au-Plain et à la côte (bans communaux).

Les 3 barisey : Il est admissible de penser que le village de Barisey est aujourd'hui éclaté en 3 parties du fait de l'histoire : Barisey-la-Côte, car le village s'accrochait à la Côte (surtout l'ancien village), Barisey-au-Plain, car situé « à plat », en pla(i)ne. Un troisième Barisey était connu sous le nom de Barisey-la-Planche, ce nom de planche pouvant évoquer un pont (ponceau) sur l'Aroffe, étape sur la voie romaine Langres-Trèves, aujourd'hui limite de département.
Communes limitrophes
| Allamps              | Bulligny                            | Bagneux             |
| Saulxures-lès-Vannes | Barisey-au-Plain et Barisey-la-côte | Colombey-les-Belles |
| Mont-l'étroit        | Autreville (Vosges)                 | Colombey-les-Belles |

### Hydrographie
La commune est traversée par la ligne de partage des eaux entre les bassins versants du Rhin et de la Meuse au sein du bassin Rhin-Meuse. Elle est drainée par la Bouvade, le ruisseau des Naux et le ruisseau du Boucher,.
La Bouvade, d'une longueur de 20 km, prend sa source dans la commune de Bagneux et se jette  dans la Moselle à Bicqueley, après avoir traversé sept communes. 

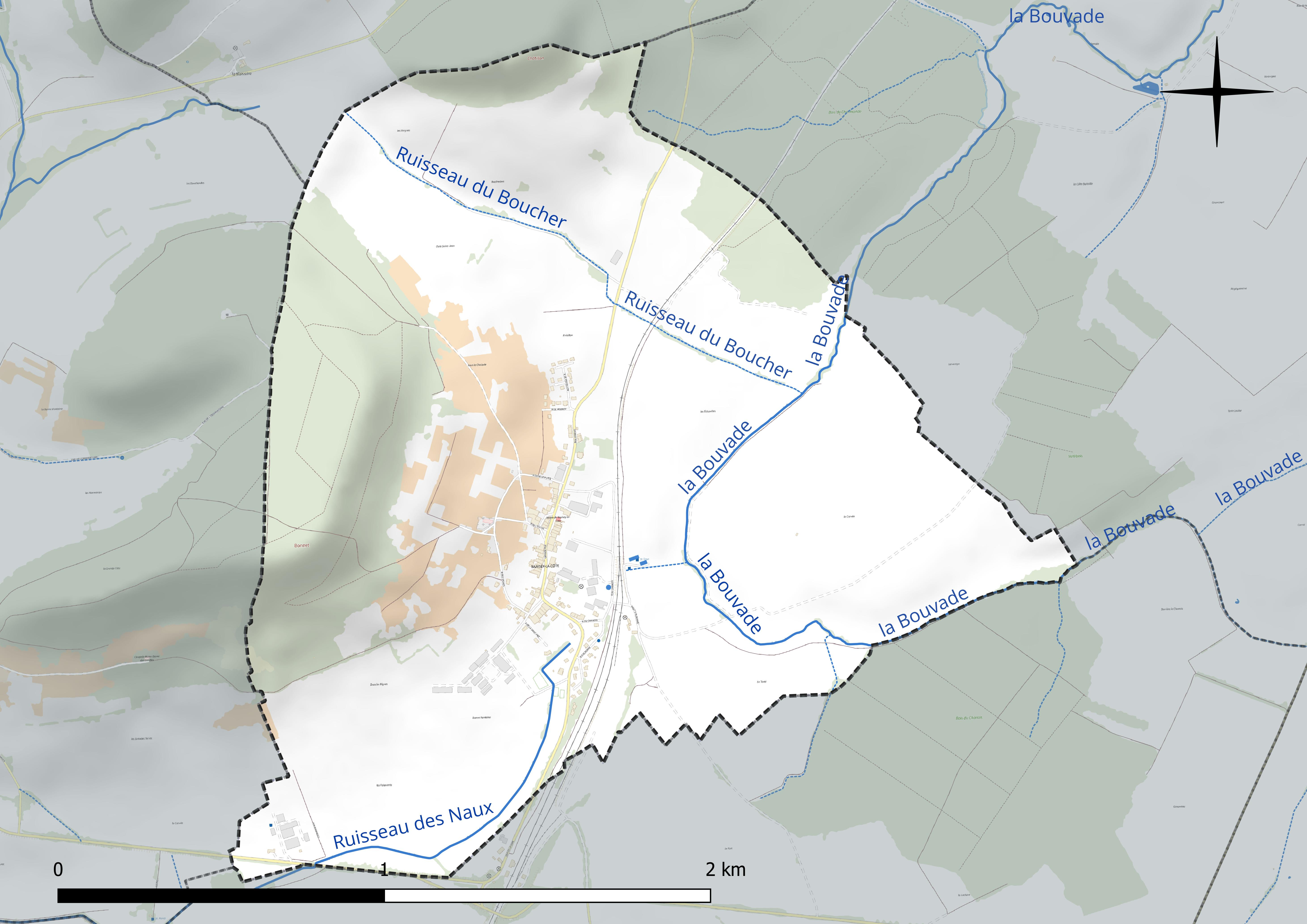
Réseau hydrographique de Barisey-la-Côte.

### Climat
Pour des articles plus généraux, voir Climat du Grand Est et Climat de Meurthe-et-Moselle.
En 2010, le climat de la commune est de type climat des marges montargnardes, selon une étude du Centre national de la recherche scientifique s'appuyant sur une série de données couvrant la période 1971-2000. En 2020, Météo-France publie une typologie des climats de la France métropolitaine dans laquelle la commune est exposée à un climat océanique altéré et est dans la région climatique  Lorraine, plateau de Langres, Morvan, caractérisée par un hiver rude (1,5 °C), des vents modérés et des brouillards fréquents en automne et hiver. 
Pour la période 1971-2000, la température annuelle moyenne est de 9,7 °C, avec une amplitude thermique annuelle de 16,7 °C. Le cumul annuel moyen de précipitations est de 892 mm, avec 12,6 jours de précipitations en janvier et 9,2 jours en juillet. Pour la période 1991-2020, la température moyenne annuelle observée sur la station météorologique de Météo-France la plus proche, « Nancy-Ochey », sur la commune d'Ochey à 9 km à vol d'oiseau, est de 10,5 °C et le cumul annuel moyen de précipitations est de 810,4 mm. 
La température maximale relevée sur cette station est de 39,6 °C, atteinte le 25 juillet 2019 ; la température minimale est de −19,1 °C, atteinte le 12 janvier 1987,,. 
Les paramètres climatiques de la commune ont été estimés pour le milieu du siècle (2041-2070) selon différents scénarios d'émission de gaz à effet de serre à partir des nouvelles projections climatiques de référence DRIAS-2020. Ils sont consultables sur un site dédié publié par Météo-France en novembre 2022.

## Urbanisme

### Typologie
Au 1er janvier 2024, Barisey-la-Côte est catégorisée commune rurale à habitat dispersé, selon la nouvelle grille communale de densité à sept niveaux définie par l'Insee en 2022.
Elle est située hors unité urbaine. Par ailleurs la commune fait partie de l'aire d'attraction de Nancy, dont elle est une commune de la couronne,. Cette aire, qui regroupe 353 communes, est catégorisée dans les aires de 200 000 à moins de 700 000 habitants,.

### Occupation des sols
L'occupation des sols de la commune, telle qu'elle ressort de la base de données européenne d’occupation biophysique des sols Corine Land Cover (CLC), est marquée par l'importance des territoires agricoles (75 % en 2018), une proportion identique à celle de 1990 (75 %). La répartition détaillée en 2018 est la suivante : terres arables (44,5 %), prairies (18,7 %), forêts (17,6 %), cultures permanentes (11,8 %), zones urbanisées (7,4 %). L'évolution de l’occupation des sols de la commune et de ses infrastructures peut être observée sur les différentes représentations cartographiques du territoire : la carte de Cassini (XVIIIe siècle), la carte d'état-major (1820-1866) et les cartes ou photos aériennes de l'IGN pour la période actuelle (1950 à aujourd'hui).

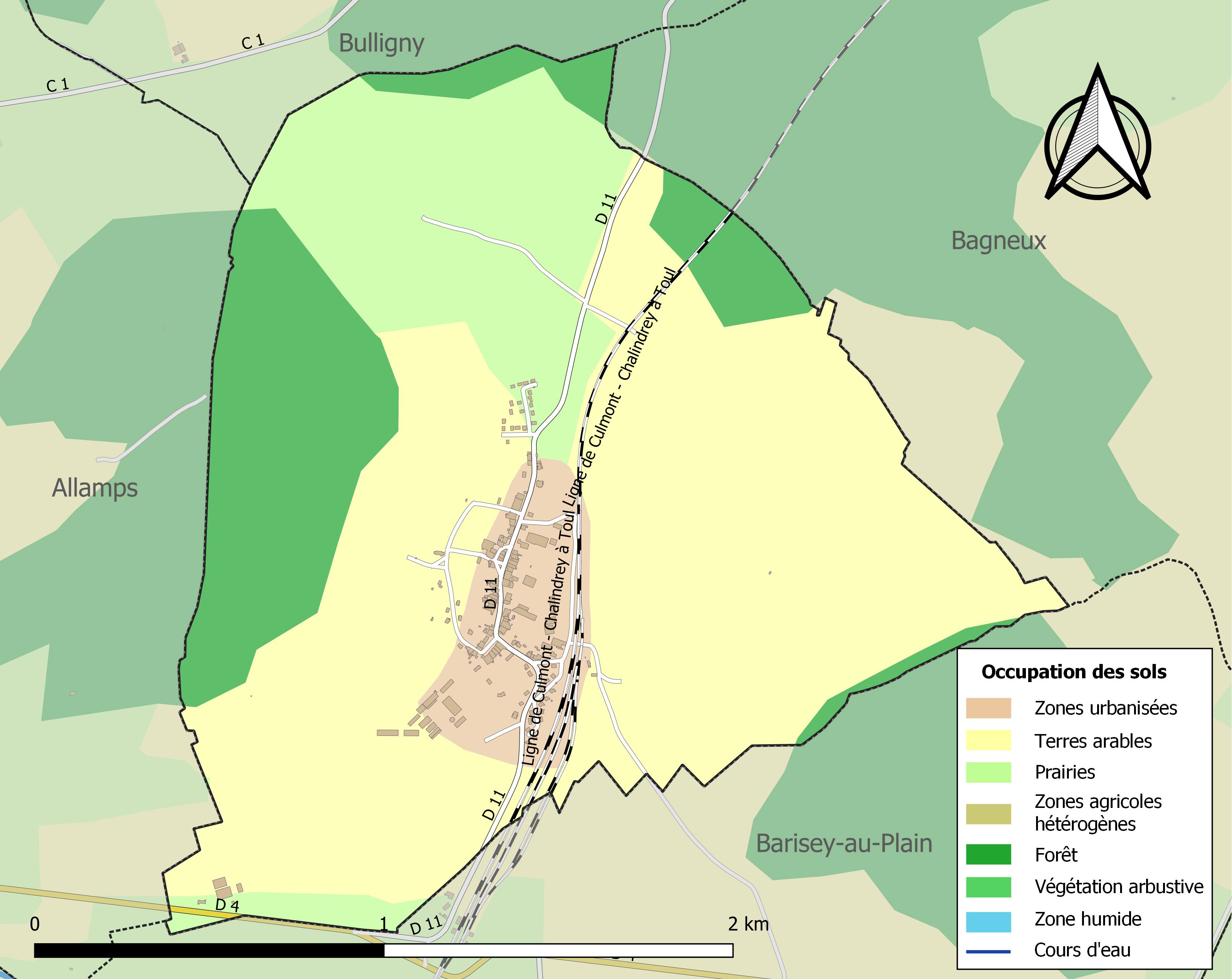
Carte des infrastructures et de l'occupation des sols de la commune en 2018 (CLC).

## Toponymie
Voir l'article sur l'histoire de Barisey : Barisey-au-Plain#Toponymie

## Histoire
Voir l'article sur l'histoire de Barisey : Barisey-au-Plain#Histoire

## Politique et administration
| Période                                  | Période   | Identité          | Étiquette | Qualité                                        |
| ---------------------------------------- | --------- | ----------------- | --------- | ---------------------------------------------- |
| Les données manquantes sont à compléter. |           |                   |           |                                                |
| mars 2001                                | mars 2008 | Marcel Morlot     |           |                                                |
| mars 2008                                | mai 2020  | Pascal Christophe |           | Fonctionnaire de catégorie B                   |
| mai 2020                                 | En cours  | Charles François, |           | Cadre administratif et commercial d'entreprise |

## Démographie
L'évolution du nombre d'habitants est connue à travers les recensements de la population effectués dans la commune depuis 1793. Pour les communes de moins de 10 000 habitants, une enquête de recensement portant sur toute la population est réalisée tous les cinq ans, les populations de référence des années intermédiaires étant quant à elles estimées par interpolation ou extrapolation. Pour la commune, le premier recensement exhaustif entrant dans le cadre du nouveau dispositif a été réalisé en 2005.

En 2022, la commune comptait 270 habitants, en évolution de +21,08 % par rapport à 2016 (Meurthe-et-Moselle : −0,13 %, France hors Mayotte : +2,11 %).
| 1793 | 1800 | 1806 | 1821 | 1831 | 1836 | 1841 | 1846 | 1851 |
| ---- | ---- | ---- | ---- | ---- | ---- | ---- | ---- | ---- |
| 265  | 214  | 216  | 217  | 241  | 286  | 276  | 268  | 282  |

| 1856 | 1861 | 1872 | 1876 | 1881 | 1886 | 1891 | 1896 | 1901 |
| ---- | ---- | ---- | ---- | ---- | ---- | ---- | ---- | ---- |
| 249  | 262  | 238  | 233  | 247  | 238  | 229  | 230  | 211  |

| 1906 | 1911 | 1921 | 1926 | 1931 | 1936 | 1946 | 1954 | 1962 |
| ---- | ---- | ---- | ---- | ---- | ---- | ---- | ---- | ---- |
| 227  | 214  | 183  | 164  | 164  | 158  | 156  | 146  | 134  |

| 1968 | 1975 | 1982 | 1990 | 1999 | 2005 | 2006 | 2010 | 2015 |
| ---- | ---- | ---- | ---- | ---- | ---- | ---- | ---- | ---- |
| 118  | 115  | 155  | 156  | 162  | 182  | 181  | 201  | 220  |

| 2020 | 2022 | - | - | - | - | - | - | - |
| ---- | ---- | - | - | - | - | - | - | - |
| 260  | 270  | - | - | - | - | - | - | - |

## Économie
E. Grosse indique dans son ouvrage, vers 1836 :
« Surface territ. 176 hect., dont 123 en terres labour., 18 en prés et 24 en vignes peu connues...». Le village a donc eu une tradition agricole et viticole (cf. carte historique du vignoble lorrain)

### Secteur primaire ouAgriculture
Le secteur primaire comprend, outre les exploitations agricoles et les élevages, les établissements liés à l’exploitation de la forêt et les pêcheurs.
D'après le recensement agricole 2010 du Ministère de l'agriculture (Agreste), la commune de Barisey-la-Côte était majoritairement orientée sur l'élevage de bovins et la production de lait (auparavant de même) sur une surface agricole utilisée d'environ 539 hectares (surface cultivable communale) en hausse depuis 1988 - Le cheptel en unité de gros bétail s'est renforcé de 660 à 771 entre 1988 et 2010. Il n'y avait plus que 3 exploitations agricoles ayant leur siège dans la commune employant 7 unités de travail.

## Culture locale et patrimoine

### Lieux et monuments
- Église Saint-Jean-Baptiste : portail XIIe siècle, tour romane, chœur XIIIe siècle, nef XIXe siècle ; chapiteaux ornés ; inscrite au titre des monuments historiques depuis 1926[24].

- Présence gallo-romaine.
- Vestiges d'oppidum protohistorique.

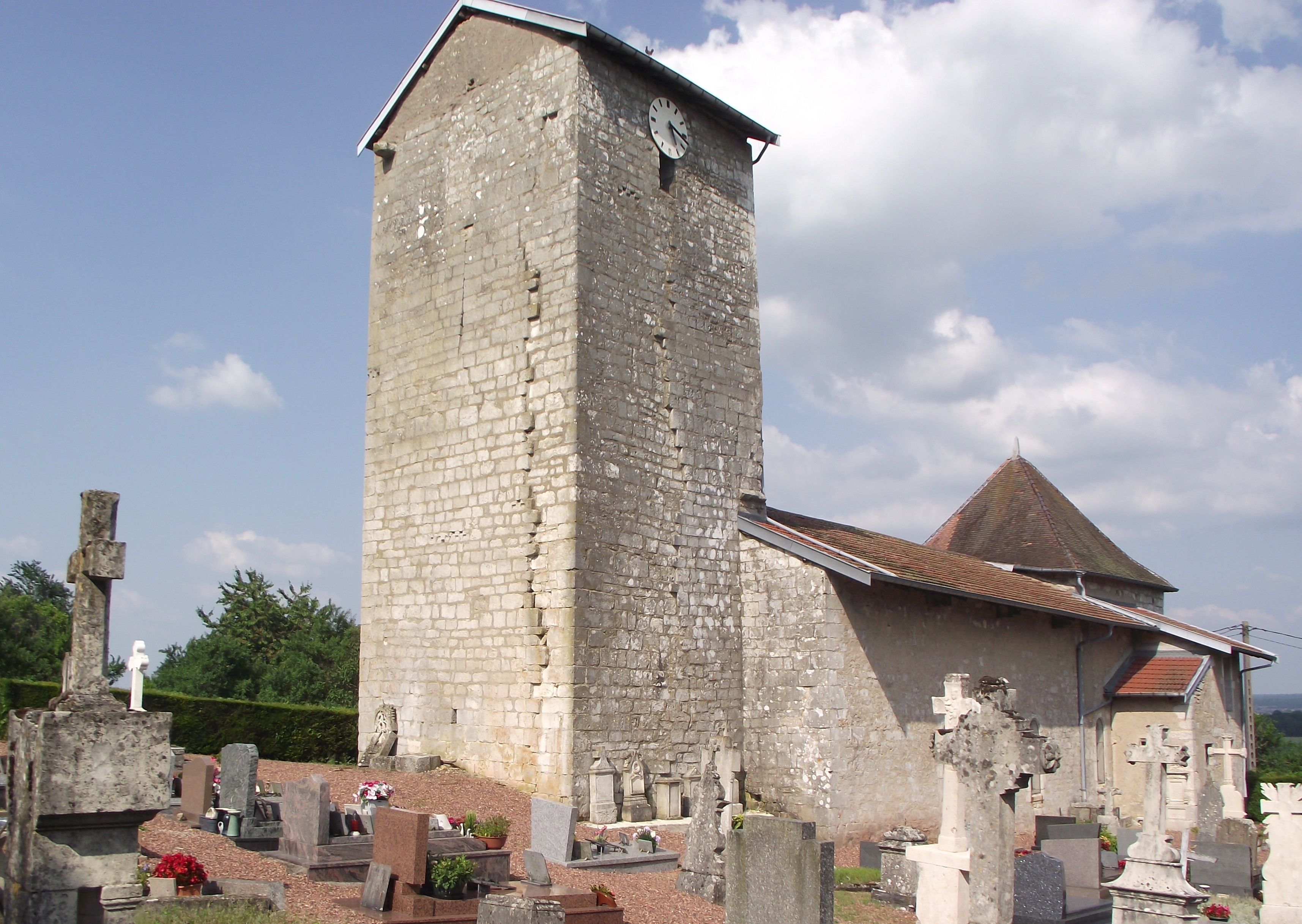

- Monument édifié en mémoire des combats de juin 1940 sur la "Ligne des deux BARISEY".

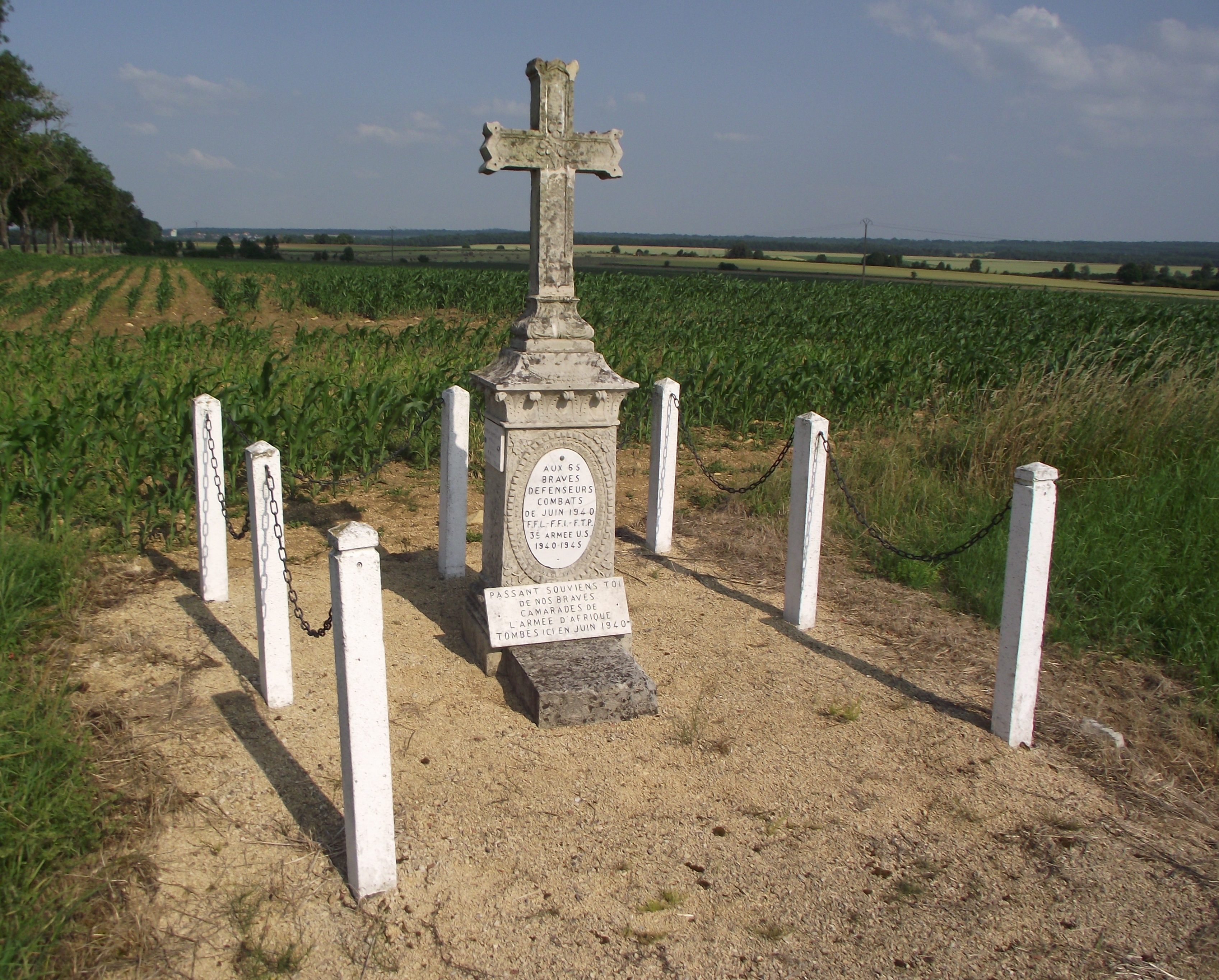

- Gare de Barisey-la-Côte.

### Héraldique
| Blason de Barisey-la-Côte | Blason  | D'azur au chevron d'argent chargé de trois épis de blé de sable accompagné en chef d'une église d'argent accostée de deux croix pattées du même, et en pointe d'un cep de vigne aussi d'argent. |
| Blason de Barisey-la-Côte | Détails | Adopté par la commune en octobre 2011. |